# Leòfanes
Leòfanes (Leophanes, Λεωφάνης) fou un metge grec que devia viure al segle iv aC o potser una mica abans, ja que és citat per Aristòtil i Teofrast.
Aristòtil descriu el seu mètode per generar mascle o femella, mètode que reprodueix després Plutarc, que li atribueix el nom de Cleòfanes. L'opinió d'Aristòtil i la seva contrària, es conserva també a l'obra De Superfoetatione, que forma part del Corpus hipocràtic.